# فرودگاه استپاناکرت
فرودگاه استپاناکرت (به انگلیسی: Stepanakert Airport) (به زبان بومی: Ստեփանակերտի Օդանավակայան) یک فرودگاه نظامی و غیرنظامی با کد یاتا none است که یک باند فرود آسفالت دارد و طول باند آن ۲۱۷۸ متر است. این فرودگاه در شهر استپاناکرت در جمهوری آرتساخ قرار دارد و در ارتفاع ۶۱۰ متری از سطح دریا واقع شده‌است.